# Île de Ré

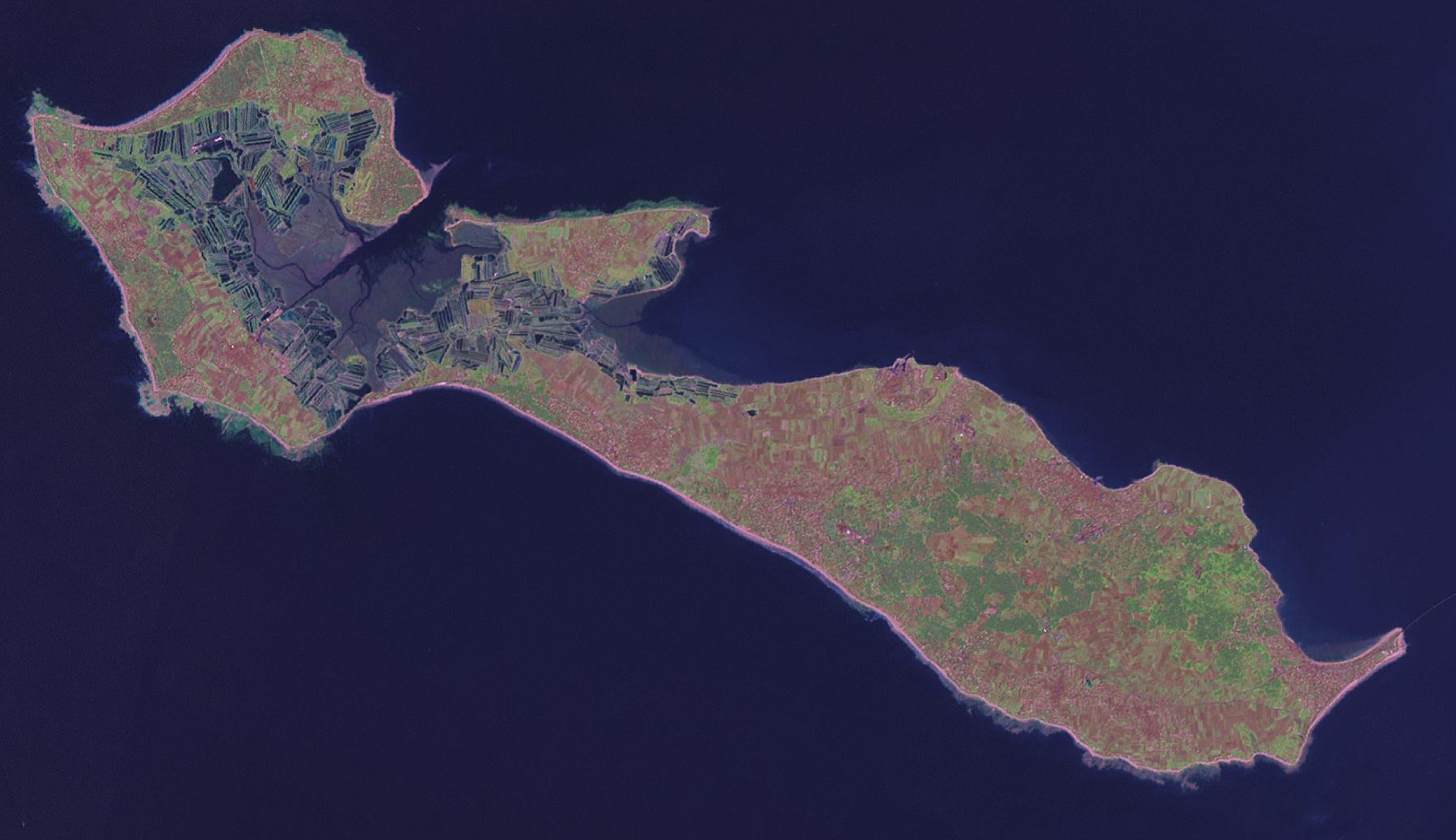
Satellitbild över Île de Ré.

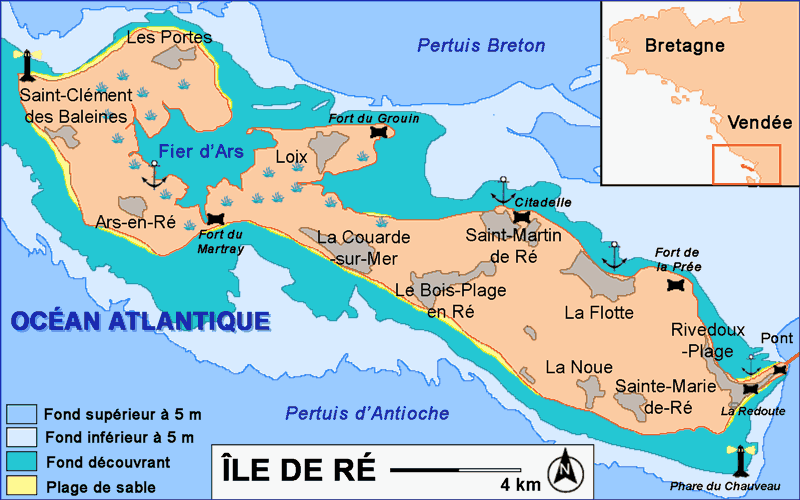
Karta över Île de Ré

Île de Ré är en långsmal fransk ö vid i Biscayabukten, ungefär mitt på den franska västkusten. Den är belägen i departementet Charente-Maritime, 5 kilometer utanför staden La Rochelle. 
Med omkring 85 km² är det den fjärde största ön i Frankrike, efter Korsika, Île d'Oléron och Belle-Île-en-Mer. År 2007 uppgick befolkningen till knappt 18 000 personer.
Ön förbinds sedan 1988 med fastlandet av den nästan 3 km långa bron Pont de Ré.